# Gnav

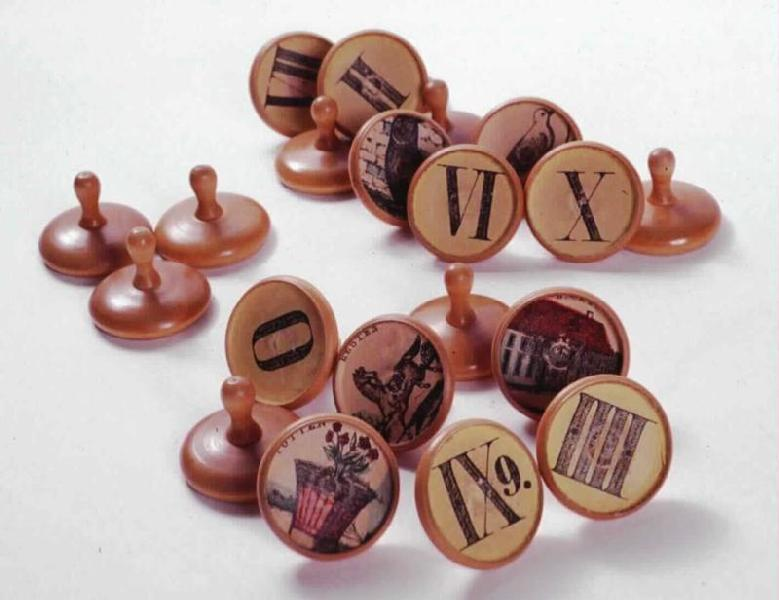
Noorse speeldoppen

Gnav is een Noors doppenspel met een eeuwenoude historie die zich uitstrekt van Italië tot Scandinavië. In Zeeland heeft wat vermoedelijk een variant van gnav is, voet aan wal gezet: slabberjan. In de Zaanstreek wordt ook een variant gespeeld: koekoekspel.
Gnav stamt af van het Italiaanse spel Cambio (ruilen) dat is ontstaan in de veertiende eeuw. In het spel Cambio komt er een kaart voor met de naam gnao (miauw), gnav is waarschijnlijk een afgeleide van deze term.  Het kaartspel werd door Deense ambtenaren in de zestiende eeuw meegenomen naar Noorwegen (Noorwegen en Denemarken vormen in die tijd een Unie).
In de achttiende eeuw werd door Deense koning Christiaan VI kaartspelen verboden, het werd gezien als zondig. Hierdoor evolueerde het kaartspel naar een 'doppenspel' of 'pionnenspel' Aangezien het nu zeker geen kaartspel meer was, mocht het zelfs op zondag en tijdens Kerstmis worden gespeeld. Daardoor wordt het heden ten dage nog steeds als spel voor de kersttijd gezien. In Noorwegen worden zowel de kaartvariant als de doppenvariant nog steeds gespeeld. 
Het spel was in de achttiende eeuw ook populair onder zeelieden en huursoldaten waardoor het spel zich kon verspreiden over andere delen van Europa en er diverse lokale varianten van het spel ontstonden. 

## Het spel
De basis van het spel is een combinatie van ruilen en inzetten van de 'doppen'. Elke dop (of kaart) heeft zijn eigen waarde of functie. Het doel is om er voor te zorgen dat je als speler in elke ronde niet de speler bent met de dop met de laagste waarde. Elke speler begint met een gelijkwaardig basis 'kapitaal' in de vorm van bijvoorbeeld fiches, knopen of lucifers. Wanneer een speler een ronde verliest hij een deel van zijn 'kapitaal', ook bij het (soms verplicht) ruilen moet er 'betaald' worden. Een speler zonder 'kapitaal' moet het spel verlaten. De winnaar is degene die als laatste overblijft.